# Galeropsidaceae
Galeropsidaceae is een botanische naam van een familie van schimmels. Het typegeslacht is Galeropsis.